# Weraroa virescens
Weraroa virescens är en svampart som först beskrevs av George Edward Massee, och fick sitt nu gällande namn av Singer & A.H. Sm. 1958. Weraroa virescens ingår i släktet Weraroa och familjen Strophariaceae.   Inga underarter finns listade i Catalogue of Life.